# An Nou Allé
An Nou Allé (venant du créole martiniquais Allons-y) est une association LGBT créée en 2005 par Alain Oncins, qui a deux grands champs d'action :
- Elle est le Centre gay et lesbien des Antilles-Guyane et Outre-mer.
- Elle représente les Noirs LGBT en France, et membre de la fédération des associations noires de France[3],[4],[5].

À l'antenne de France Inter en 2011, son cofondateur et président Louis-Georges Tin décrit la situation très préoccupante des personnes LGBT dans les îles d’outremer,.
An Nou Allé est membre du CRAN de l'ILGA et du RAVAD (Réseau d'assistance aux victimes d'agressions et de discriminations).
Elle participe à la Journée mondiale contre l'homophobie et se déclare solidaire d'autres associations d'outre-mer comme GayAmazonia en Guyane, Homo-Sphère en Nouvelle-Calédonie, Gay-Union à La Réunion, ou WIRE (West-Indian Rainbow Energy) en Martinique.
Elle co-organise, avec Aides Martinique, l’Union des femmes de la Martinique et Temps DM, en 2012 la première marche des fiertés aux Antilles,,.
Cette association interpelle le gouvernement français et dénonce les agressions homophobes et leur traitement judiciaire dans l'île, ainsi que les déclarations homophobes ou racistes d'élus du parti socialiste français,, ou de l'UMP.